# 林仙之
林 仙之（はやし なりゆき、1877年1月5日 - 1944年5月31日）は、日本の陸軍軍人。最終階級は陸軍大将。

## 経歴
熊本県上益城郡朝日村（現・山都町）出身。林兼八の二男として生れる。成城学校、陸軍幼年学校を経て、1897年11月、陸軍士官学校（9期）を卒業、翌年6月、歩兵少尉任官。歩兵第13連隊副官、同連隊補充大隊中隊長などを歴任。日露戦争では歩兵第13連隊中隊長として出征した。後備第1師団副官などを経て、日露戦争のため中退した陸軍大学校に復校し、1908年11月、陸大（20期）を卒業。
歩兵第13連隊中隊長、参謀本部員、山口連隊区司令官、歩兵第3連隊長、陸軍歩兵学校教育部長、欧州出張などを経て、1923年8月、陸軍少将に進級。歩兵第30旅団長、朝鮮軍参謀長、陸士校長などを歴任し、1927年12月、陸軍中将に進級。教育総監部本部長、第1師団長、東京警備司令官などを経て、1934年3月、陸軍大将に進み待命、予備役に編入された。二・二六事件発生に伴い、1937年2月、陸軍高等軍法会議判士を命ぜられ、磯村年陸軍大将らと公判を担った。のち、大日本傷痍軍人協会会長を務めた。

## 栄典
位階
- 1927年（昭和2年）12月28日 - 従四位[1]

勲章等
- 1929年（昭和4年）1月30日 - 勲二等瑞宝章[2]
- 1940年（昭和15年）8月15日 - 紀元二千六百年祝典記念章[3]

## 親族
- 義父 大迫尚敏陸軍大将
- 妻大迫フミ
- 長男　信之
- 長女　寿美子
- 二女
- 三女
- 四女
- 五女　淳子
- 弟　林季彦　大蔵省　東京地方専売局長、東洋火災、第一火災海上、東京火災保険、帝国海上火災各社長、安田保善社理事